# MIB1 (gen)
E3 ubiquitina-proteína ligasa MIB1 es una enzima que en humanos está codificada por el gen MIB1. Está involucrado en la regulación de la apoptosis.

## Confusión con marcador proliferativo
Un anticuerpo dirigido a la proteína Ki-67, un producto del gen MKI67, se llama MIB-1, que regula la apoptosis, no debe confundirse con el anticuerpo MIB-1, que se usa para medir la expresión de Ki-67.